# モニカ (ロケット)
モニカ（Monica）はフランスの小型観測ロケット。モニカI、II、III、IVA、IVB、Vと複数のバージョンが存在する。
1955年から1962年にかけて、アルジェリアのBachar、アマギール、フランスのIle de Levantで打ち上げられた。

## 経緯
国際地球観測年に使用するロケットとして、1952年にフランスのCASDN (Comité d'Action Scientifique de Défense Nationale) が15機のヴェロニクを発注したが、予算の削減がヴェロニク計画の遅延を招くことになった。代案として1954年にCASDNは既存の観測ロケットであるSEPR-35を土台とした、低コストで3段式の固体燃料ロケットの開発をATEF(Association Technique pour l'Etude des Fusees)社に求めた。1956年により大きな上段を備えた15機の追加注文が行われた。